# Srđevići (Gacko, BiH)
Srđevići su naseljeno mjesto u općini Gacko, Republika Srpska, BiH.

## Povijest
Mjesto je vjerojatno dobilo ime po uglednoj obitelji Srđevićima. Gatački vojvode Srđevići ili njihovi srodnici Trkovići najvjerojatnije su sagradili srđevićku crkvu posvećenu sv. Nikoli. Nije točno utvrđena godina nastanka crkve sv. Nikole u Srđevićima, ali vrela potvrđuju da je sagrađena prije 1598. godine. Kao ktitori ove crkve povezuje se vojvode Trkovići, čija se grobnica nalazi nedaleko od crkve, na drugoj strani sela zvanom Vrtina. Ta grobnica jest zajednička grobnica trojice gatačkih vojvoda, Radoja, Petra i Ivana Trkovića.
Crkva sv. Nikole u Srđevićima je nacionalni spomenik BiH.

## Stanovništvo

### Popisi 1971. – 1991.
| Mekavci            |             |           |            |              |
| godina popisa      | 1991.       | 1981.     | 1971.      | 1961.        |
| Srbi               | 78 (98,73%) | 92 (100%) | 118 (100%) | 145 (93,55%) |
| Muslimani          | 0           | 0         | 0          | 0            |
| Hrvati             | 0           | 0         | 0          | 10 (6,45%)   |
| Jugoslaveni        | 0           | 0         | 0          | 0            |
| ostali i nepoznato | 1 (1,27%    | 0         | 0          | 0            |
| ukupno             | 79          | 92        | 118        | 155          |

### Popis 2013.
| Srđevići           |              |
| godina popisa      | 2013.        |
| Srbi               | 51 (100,00%) |
| Bošnjaci           | 0            |
| Hrvati             | 0            |
| ostali i nepoznato | 0            |
| ukupno             | 51           |

## Poznate osobe
- Stojan Kovačević, hercegovački vojvoda